# Ałeksandra Piłewa
Aleksandra Pilewa (mac. Александра Пилева, ur. 10 czerwca 1980 w Negotinie) – macedońska wokalistka śpiewająca muzykę pop i rock.

## Życiorys
Studiowała na wydziale technologicznym Uniwersytetu Cyryla i Metodego w Skopju.
Zadebiutowała na festiwalu muzycznym MakFest w 1998, śpiewając piosenkę Ti si toj (To jesteś Ty). Od 2000 występowała w klubach Skopja, śpiewając covery z repertuaru Janis Joplin, Guns N’ Roses, Nirvany i Alanis Morissette. Zauważona przez przedstawicieli MTV Adria stała się jedną z najbardziej rozpoznawalnych wokalistek tej stacji. We wrześniu 2008 ukazał się album Get Back to Studio Rock 'n Roll, składający się w całości z autorskich kompozycji Pilewej. W albumie znalazły się ballady rockowe, ale także widoczne są wpływy muzyki alternatywnej i Post grunge.
Od wielu lat prowadzi działalność charytatywną. 11 października 2005 wystąpiła dla żołnierzy macedońskich, stacjonujących w Iraku.

## Dyskografia

### Albumy
- 2005:  Сонце и месечина
- 2008:  Get Back to Studio Rock 'n Roll

### Single
- 1998: Ти си тој
- 2001: Искривени слики
- 2004: Нема утеха
- 2006: Сребрени војници
- 2007: Летај со мене
- 2007: Песна за Македонија
- 2007: Појди
- 2008: Калино моме
- 2008: Лудо
- 2008: За еден ден
- 2008: Те одрекувам
- 2008: Немаме време
- 2008: Рај
- 2008: Имам те, те губам
- 2008: Мило мое
- 2008: Реалност
- 2008: Единствена
- 2009: Дал да плачам ил да пеам